# Moungi G. Bawendi
Moungi G. Bawendi, de son nom complet Moungi Gabriel Bawendi, né le 15 mars 1961 à Paris, est un chimiste tunisien, français et américain. Professeur au Massachusetts Institute of Technology, il est l'un des pionniers de la recherche sur les boîtes quantiques et l'un des chimistes les plus cités du monde. Il est lauréat du prix Nobel de chimie 2023 pour ses découvertes aux côtés de Louis E. Brus et Alexeï Iekimov.

## Biographie
Né le 15 mars 1961 à Paris, fils du mathématicien tuniso-américain Mohammed Salah Baouendi et d'Hélène Bobard, Moungi G. Bawendi immigre avec sa famille aux États-Unis dès son enfance, après avoir passé ses premières années en France puis en Tunisie. Il bénéficie ainsi des nationalités tunisienne, française et américaine.
Aux États-Unis, il fait ses études scientifiques et obtient une licence appliquée et un master en chimie de l'université Harvard, respectivement en 1982 et 1983 et un doctorat en chimie de l'université de Chicago en 1988. Sa thèse de doctorat, qui s'intitule From the biggest to the smallest polyatomic molecules: statistical mechanics and quantum mechanics in action, est préparée sous la direction des professeurs Karl Frederick Freed (en) et Takeshi Oka (en). Après son doctorat, il effectue un stage postdoctoral de deux ans aux Laboratoires Bell, sous la direction de Louis E. Brus, où il commence à s'intéresser aux nanomatériaux avant d'intégrer le Massachusetts Institute of Technology (MIT) en 1990 en tant que professeur assistant. Là-bas, il continue de mener des recherches sur les nanomatériaux et particulièrement sur les boîtes quantiques. Ces efforts aboutissent au développement des premières techniques de production des premiers points quantiques de haute qualité et du contrôle de la taille des points quantiques et de la couleur de leur fluorescence en 1993. Cette performance lui permet d'être nommé professeur agrégé au MIT en 1995 puis professeur des universités au sein de la même institution en 1996.
Une fois nommé professeur au MIT, Moungi G. Bawendi étend ses domaines d'intérêt en créant son propre laboratoire de nanochimie et commence à réaliser des recherches interdisciplinaires visant à sonder la science et à développer la technologie des nanocristaux et autres nanostructures synthétisés chimiquement. Ces travaux, qui lui permettent de devenir une référence internationale en nanochimie durant les années 2000, visent la mise au point de nouvelles méthodes de synthèse, de caractérisation et de traitement des points quantiques, des nanoparticules magnétiques et des agrégats J tubulaires en tant que nouveaux éléments constitutifs des matériaux ; ils permettent aussi l'étude des propriétés optiques et magnétiques fondamentales des nanostructures, en utilisant une variété de méthodes spectroscopiques, notamment le développement d'outils de corrélation optique de photons pour étudier les émetteurs nanoscopiques simples, l'incorporation des points quantiques et des particules magnétiques dans diverses structures de dispositifs optiques et électroniques et le développement des nanoparticules et d'autres agents pour l'imagerie médicale.

## Publications notables
- (en) Moungi G. Bawendi, Michael L. Steigerwald et Louis E. Brus, « The quantum mechanics of larger semiconductor clusters ("quantum dots") », Annual Review of Physical Chemistry, vol. 41, no 1,‎ 1990, p. 477-496 (ISSN 0066-426X).
- (en) Christopher B. Murray, David J. Norris et Moungi G. Bawendi, « Synthesis and characterization of nearly monodisperse CdE (E=sulfur, selenium, tellurium) semiconductor nanocrystallites », Journal of the American Chemical Society, vol. 115, no 19,‎ 1993, p. 8706-8715 (ISSN 0002-7863).
- (en) Christopher B. Murray, Cherie R. Kagan (en) et Moungi G. Bawendi, « Self-organization of CdSe nanocrystallites into three-dimensional quantum dot superlattices », Science, vol. 270, no 5240,‎ 1995, p. 1335-1338 (ISSN 0036-8075).
- (en) Bashir O. Dabbousi, Moungi G. Bawendi, Osamu Onitsuka et Michael F. Rubner, « Electroluminescence from CdSe quantum‐dot/polymer composites », Applied Physics Letters, vol. 66, no 11,‎ 1995, p. 1316-1318 (ISSN 0003-6951).
- (en) Manoj Nirmal, Bashir O. Dabbousi, Moungi G. Bawendi, John J. Macklin, Jay K. Trautman, Tim D. Harris et Louis E. Brus, « Fluorescence intermittency in single cadmium selenide nanocrystals », Nature, vol. 383, no 6603,‎ 1996, p. 802-804 (ISSN 0028-0836).
- (en) Christopher B. Murray, Cherie R. Kagan (en) et Moungi G. Bawendi, « Synthesis and characterization of monodisperse nanocrystals and close-packed nanocrystal assemblies », Annual Review of Materials Science, vol. 30, no 1,‎ 2000, p. 545-610 (ISSN 0084-6600).
- (en) Seth Coe, Wing-Keung Woo, Moungi G. Bawendi et Vladimir Bulović, « Electroluminescence from single monolayers of nanocrystals in molecular organic devices », Nature, vol. 420, no 6917,‎ 2002, p. 800-803 (ISSN 0028-0836).
- (en) Yasuhiro Shirasaki, Geoffrey J. Supran, Moungi G. Bawendi et Vladimir Bulović, « Emergence of colloidal quantum-dot light-emitting technologies », Nature Photonics, vol. 7, no 1,‎ 2013, p. 13-23 (ISSN 1749-4885).

## Distinctions
- 1994 : Sloan Research Fellow[10] ;
- 1997 : ACS Nobel Laureate Signature Award for Graduate Education in Chemistry (avec Christopher B. Murray)[11] ;
- 1998 : Coblentz Award[12] ;
- 2001 : prix international Raymond-et-Beverly-Sackler en sciences physiques[13] ;
- 2002 : membre de l'Association américaine pour l'avancement des sciences[14] ;
- 2004 : membre de l'Académie américaine des arts et des sciences[15] ;
- 2006 : prix Ernest-Orlando-Lawrence[16] ;
- 2007 : membre de l'Académie nationale des sciences[17] ;
- 2010 : prix de l'ACS en chimie des colloïdes[18] ;
- 2011 :
  - Prix SEMI de recherche sur les boîtes quantiques[19] ;
  - 29e chimiste le plus cité du monde des années 2000 selon Thomson Reuters IP and Science[9] ;
- 2014, 2015 et 2018 : Highly Cited Researcher de Clarivate[20] ;
- 2016 : World Technology Awards (catégorie Environnement, avec Maher Damak)[21].
- 2023 : prix Nobel de chimie aux côtés de Louis E. Brus et Alexeï Iekimov[22]

## Décorations
- Grand officier de l'ordre de la République (Tunisie, 2024)[23],[24].